# Лэдд, Алан
Алан Уолбридж Лэдд (англ. Alan Walbridge Ladd; 3 сентября 1913[…], Хот-Спрингс, Арканзас — 29 января 1964[…], Палм-Спрингс, Калифорния) — американский актёр и продюсер.

## Биография
Алан Лэдд родился в Хот-Спрингс (штат Арканзас) в семье Алана Лэдда-старшего и Ины Рейли Лэдд. Отец умер, когда мальчику было четыре года, и мать переехала в Оклахому-сити, где вышла замуж за Джима Биверса. Затем семья снова переехала в Калифорнию. В школе он получил прозвище Тайни (то есть «крошечный») за свой рост в 162 см. После школы открыл закусочную, работал плотником на студии Warner Brothers, недолго учился в актёрской студии при Universal Pictures. Покинув студию, нашёл работу на радио. В 1936 году женился на Марджори Джейн Харрольд, с которой познакомился ещё в школе.
Кинокарьеру Лэдд начал с эпизодических ролей, появился в том числе в фильме «Гражданин Кейн». В это время внезапно умер его отчим, затем мать покончила с собой.
В 1942 году он женился на Сью Кэрол, которая была его агентом. Именно Кэрол нашла для него роль в фильме-нуар «Оружие для найма», после которой Лэдд получил известность. Это был первый из семи фильмов, где Лэдд сыграл вместе с Вероникой Лейк. Короткая служба в вооружённых силах не уменьшила его популярности, хотя ни один фильм 1940-х годов с его участием не был так успешен, как «Оружие для найма». В 1948 году Лэдд организовал собственную продюсерскую компанию Box 13. Наиболее известной его ролью стала роль стрелка в вестерне 1953 года «Шейн».
Алкоголизм и депрессия, от которых страдала и его мать, повлияли на карьеру и личную жизнь актёра в худшую сторону. В 1964 году он был найден мёртвым в Палм-Спрингс. Причиной смерти стала передозировка алкоголя и болеутоляющих средств. Он был похоронен на кладбище Форест-Лаун в Глендейле (штат Калифорния).
Сын Лэдда от первого брака Алан Лэдд-младший стал кинопродюсером. От второго брака у него было два ребёнка: дочь Алана и сын Дэвид.
В честь Лэдда заложена звезда на голливудской «Аллее славы».

## Избранная фильмография
| Год  |   | Русское название        | Оригинальное название     | Роль                     |
| ---- | - | ----------------------- | ------------------------- | ------------------------ |
| 1932 | ф | Остров потерянных душ   | Island of Lost Souls      | зверь                    |
| 1940 | ф | Зелёный Шершень         | The Green Hornet          | Гилпин                   |
| 1941 | ф | Гражданин Кейн          | Citizen Kane              | репортёр, курящий трубку |
| 1942 | ф | Жанна Парижская         | Joan of Paris             | Малыш                    |
| 1942 | ф | Оружие для найма        | This Gun for Hire         | Филип Рейвен             |
| 1942 | ф | Стеклянный ключ         | The Glass Key             | Эд Бомон                 |
| 1946 | ф | Синий георгин           | The Blue Dahlia           | Джонни Моррисон          |
| 1947 | ф | Калькутта               | Calcutta                  | Нил Гордон               |
| 1948 | ф | Сайгон                  | Saigon                    | Ларри Бриггс             |
| 1947 | ф | Моя любимая брюнетка    | My Favorite Brunette      | Сэм Макклауд             |
| 1949 | ф | Великий Гэтсби          | The Great Gatsby          | Джей Гэтсби              |
| 1949 | ф | Чикагский предел        | Chicago Deadline          | Эд Адамс                 |
| 1950 | ф | Свидание с опасностью   | Appointment with Danger   | Эл Годдард               |
| 1953 | ф | Шейн                    | Shane                     | Шейн                     |
| 1956 | ф | Ад в заливе Фриско      | Hell on Frisco Bay        | Стив Роллинс             |
| 1956 | ф | Крик в ночи             | A Cry in the Night        | рассказчик               |
| 1959 | ф | Человек в сети          | The Man in the Net        | Джон Хэмилтон            |
| 1982 | ф | Мёртвые пледов не носят | Dead Men Don’t Wear Plaid | н/д                      |